# ドナルドのボクシング・チャンプ
『ドナルドのボクシング・チャンプ』（原題：Canvas Back Duck）は、ウォルト・ディズニー・プロダクション（現：ウォルト・ディズニー・カンパニー）が製作したアニメーション短編映画作品。1953年12月25日公開。ドナルドダック・シリーズの第111作である。

## あらすじ
甥っ子達とともにフェスティバルへと遊びにやってきたドナルド。しかし、子供に変装したボクシングの興行主に騙されて、懸賞金付きのボクシングに挑戦してしまう。

## スタッフ
- 監督：ジャック・ハンナ
- 脚本：ジャック・キニー、ビル・バーグ
- 音楽：オリバー・ウォレス
- 原画：ジョージ・クレイスル、ヴォルス・ジョーンズ、ボブ・チャールソン
- 背景：レイ・ハッフィン
- 美術：エール・グレイシー
- 効果：ダン・マクマニュス

## キャスト
| キャラクター   | 原語版               | 旧吹き替え版 | 新吹き替え版 |
| -------------- | -------------------- | ------------ | ------------ |
| ドナルドダック | クラレンス・ナッシュ | 関時男       | 山寺宏一     |
| ヒューイ       | クラレンス・ナッシュ | 土井美加     | 坂本千夏     |
| デューイ       | クラレンス・ナッシュ | 後藤真寿美   | 坂本千夏     |
| ルーイ         | クラレンス・ナッシュ | 下川久美子   | 坂本千夏     |
| ピート         | ビリー・ブレッチャー | 遠藤征慈     | 大平透       |
| 興行主         | ?                    | ?            | ?            |
| ナレーター     | -                    | 江原正士     | -            |